# 造币厂

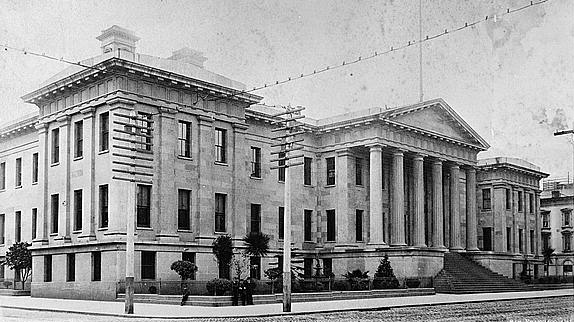
建于1874年的原旧金山铸币局

造币厂，或称铸币局、铸钱局，是制作货币的硬币的工厂。铸钱局历史与硬币的历史是相随相伴的。起初铸钱的主要方式是铸打或铸造，同一版别的硬币制作数量相对较少。近现代的造币厂是用钱模来批量制作硬币的，被制成机制币的硬币坯饼可达上亿之多。随着货币的大规模生产，在铸币时的生产成本就成为考虑因素，例如美国铸币局生产每枚25美分硬币时的花费要低于25美分，这种硬币才有制作的价值。币值和成本之间的差额被称为“铸币税”，它是支撑造币厂运作的基础。
除了铸币，一些造幣廠還承造各種金屬紀念製品，例如體育賽事的獎章。部份國家、地區的鑄幣與印鈔為同一機構。

## 历史

### 最早的硬币

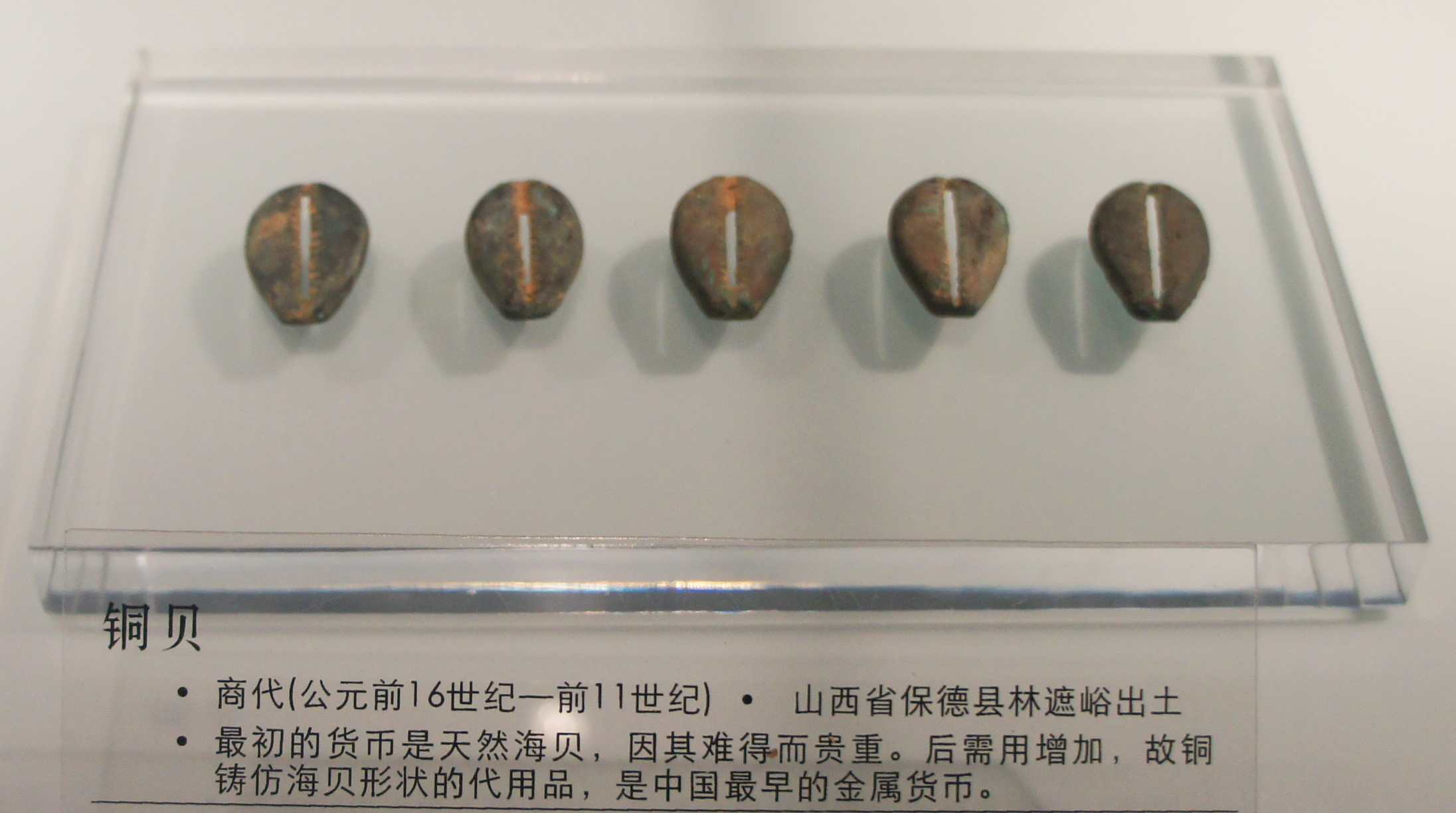
商代林遮峪遗址出土的铜贝

早在商代（约前1558年—约前1046年），金属就被作为货币在中国使用，最初为青铜的器具、碎块等称量货币。已发现的最早的铸造货币就是商代保德铜贝，距今已有三千多年。中国早期金属货币以青铜为主，而且几乎都是通过铸造的方式制造的。
在西方，最早的金属货币也不是硬币样式的，金属的戒指、饰品和武器被当作货币在古埃及、迦勒底和亚述等地使用了几千年。

## 知名造币厂
- 中国明朝、清朝户部寳泉局
- 中国明朝、清朝工部寳源局
- 中華民國臺灣中央印製廠
- 中華民國臺灣中央造幣廠
- 中国印钞造币总公司
- 中国金币总公司
- 奥地利造币厂（英语：Austrian Mint）：成立于1397年，生产维也纳爱乐乐团普制金条
- 英国伯明翰造币厂（英语：Birmingham Mint）
- 巴西造币厂（英语：Casa da Moeda do Brasil）
- 葡萄牙造币厂（英语：Casa da Moeda de Portugal）
- 爱尔兰货币中心（英语：Currency Centre）
- 美国达洛尼加铸币局
- 美国富兰克林造币厂（英语：Franklin Mint）
- 西班牙皇家鑄幣廠
- 印度政府造币厂（英语：India Government Mint）
- 意大利政府印刷局
- 日本财政省造币局
- 捷克约阿希姆斯塔尔皇家造币厂（英语：Joachimsthal Royal Mint）[2]
- Kremnica mint,[3] Slovak Republic, (Mincovna Kremnica in Slovak language), established in 1328 is the oldest continuously-operating mint in the world.
- Casa de Moneda de México, established in 1535, is the oldest mint in the Americas.
- 法国巴黎造币厂
- 澳大利亚珀斯铸币厂
- 美国费城铸币局
- 皇家澳洲鑄幣廠[4]
- 皇家加拿大鑄幣廠
- Royal Dutch Mint
- 英国皇家鑄幣廠
- 香港造幣廠
- 俄国圣彼得堡造币厂（英语：Saint Petersburg Mint）
- Singapore Mint
- South African Mint
- Soho Mint (United Kingdom)
- Swissmint, Switzerland
- 韓國造幣公社
- 美國鑄幣局